# Reitsattel

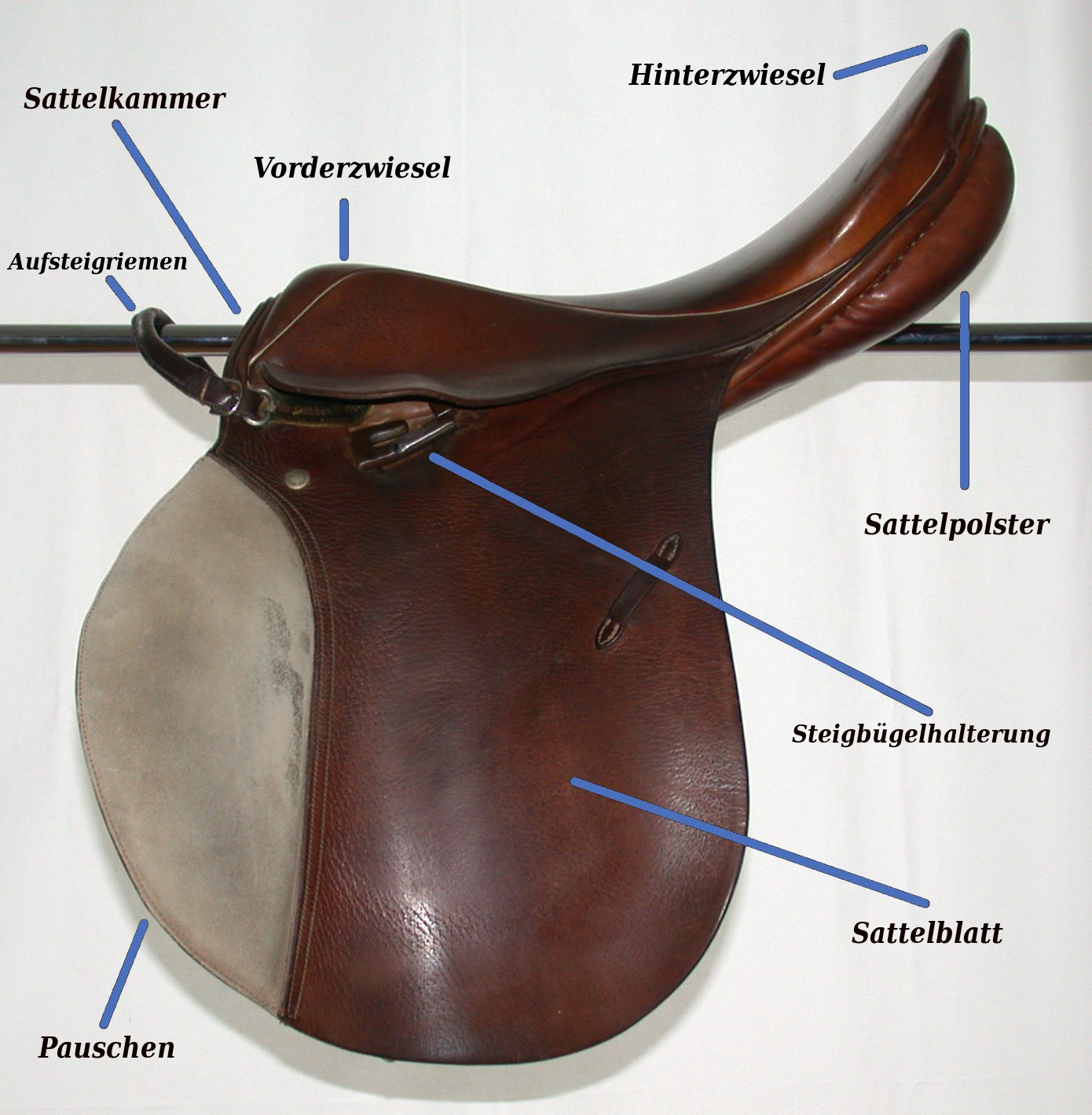
Sattel mit Benennung der Einzelteile

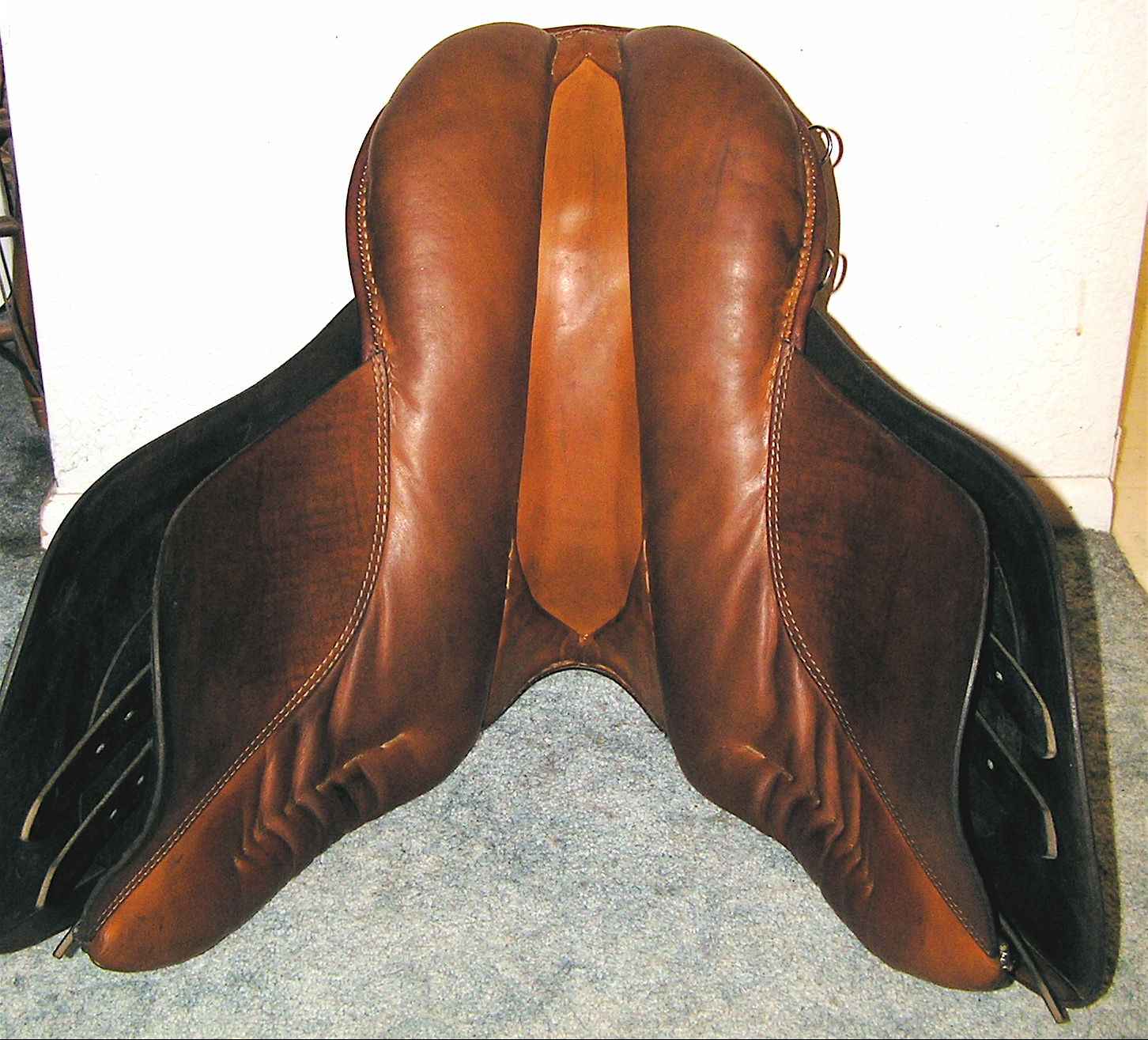
Sattelunterseite von innen nach außen: Mitte Sattelkammer, rechts und links braune Sattelpolster und Pauschen, Schweißblätter dunkler, Gurtstrippen und Sattelblätter

Ein Reitsattel wird bei Reittieren verwendet, um das Reiten sicherer zu machen und um den Tierrücken zu schonen. Dieser Artikel bezieht sich auf Reitsättel für Pferde; daneben gibt es noch diverse Sattelformen für andere Reittiere.
Der Sattel wird auf die Sattellage, den Bereich hinter dem Widerrist, aufgelegt und mit dem Sattelgurt befestigt.
Sättel bestehen aus einem Sattelbaum aus Holz, Stahl, Aluminium oder Fiberglas, der dem Sattel die Form gibt, und einer Sitzfläche aus Leder oder Kunststoff. Für die Passgenauigkeit auf dem Pferderücken werden Sattelbäume in einer großen Zahl von Größen und Kammerweiten angeboten. Es gibt auch baumlose Sättel, die sich leicht anpassen lassen, und Sättel mit Lederbaum. Schabracken, Satteldecken, Pads, Westernpads oder Woilache schützen den Sattel vor Schweiß und dienen bei Bedarf als Polster.

## Geschichte
Der älteste bekannte Ledersattel ist zwischen 2400 und 2700 Jahre alt. Er stammt aus einem Frauengrab im Yanghai-Gräberfeld das zu der Subeixi-Kultur im nordwestlichen China gehört, deren Träger nomadisch lebten. Sie bestand in einem Zeitraum von vor etwa 700 bis 300 v. Chr. Der Sattel wurde mit Hilfe der Radiokarbonmethode zwischen 724 and 396 v. Chr. datiert. Die Sättel der Subeixi-Kultur wurden aus übereinander genähten Lederschichten gefertigt. Längs der Wirbelsäule verlief eine Naht. Seitlich davon war je eine Tasche, die mit organischem Material wie Stroh oder Tierhaar gepolstert war. Nachfolgend nutzten auch die Skythen ähnliche Sättel. Beispiele davon wurden ebenfalls in Gräbern der Pasyryk-Kultur im Altai entdeckt.
Die ersten Packsättel waren Bocksättel, die aus zwei Brettern bestehen, die rechts und links am Pferd anliegen und mittels Bügeln vorne und hinten miteinander verbunden wurden. Bocksättel waren geeignet, um einerseits viel Gepäck sicher auf dem Tier zu befestigen und andererseits den Rücken des Tieres zu schonen und dadurch längere Wege sicher zurückzulegen. Die erste Maßnahme zur Verwendung dieser Sättel als Reitsättel war, sie mit Kissen und/oder Decken abzupolstern.
Sättel aus gepolsterten Kissen wurden schon von den Griechen benutzt, sie hatten Lammfelle oder Decken, die mit einem Sattelgurt gehalten wurden. Xenophon empfahl in seinen fachliterarischen Werken, diesen Gurt in bestimmten Situationen zu benutzen, um den Beinen mehr Halt zu verschaffen.
Im fernöstlichen Raum war der Steigbügel schon seit dem 3. Jahrhundert bekannt. Sie bestanden zunächst wohl nur aus einfachen Schlaufen, dann aus Bügeln aus Holz und/oder Metall, die anfangs noch sehr leicht und schmal waren, jedoch im Laufe der Zeit, insb. in Westeuropa, zunehmend massiver wurden und eine größere Trittfläche erhielten. Anfangs wurden die noch kurzen Steigbügelriemen noch am Sattelgurt befestigt, später dann höher am Sattel selbst.
Im römischen Imperium setzte sich ein Satteltyp aus Leder durch, der aufgrund seiner vier markanten Gesäßstützen als Hörnchensattel bezeichnet wird. Er wurde mutmaßlich von den Kelten entwickelt und verbreitete sich mit der Eroberung Galliens im ganzen römischen Reich und war darüber hinaus auch den Parthern und Sassaniden bekannt. Ab dem 4. Jahrhundert n. Chr. verschwindet der Hörnchensattel und wird – im Osten der Alten Welt sehr schnell, im Westen erst deutlich später (im Frühmittelalter) – von einem Satteltyp mit Steigbügeln abgelöst.
Der Sattelbaum mit Vorder- und Hinterzwiesel ist seit der Zeitenwende belegt. Er wurde von den Sarmaten, einem Nomadenvolk iranischen Ursprungs, eingeführt. Auch dieser Sattel hatte noch keine Steigbügel, trotzdem gab er dem Reiter eine gewisse Sicherheit und Halt, da er sich beim Feindkontakt gegen den Hinterzwiesel stemmen konnte (wie es auch heute noch die Gardians gelegentlich tun um in die Bewegung der Pferde einzugehen).

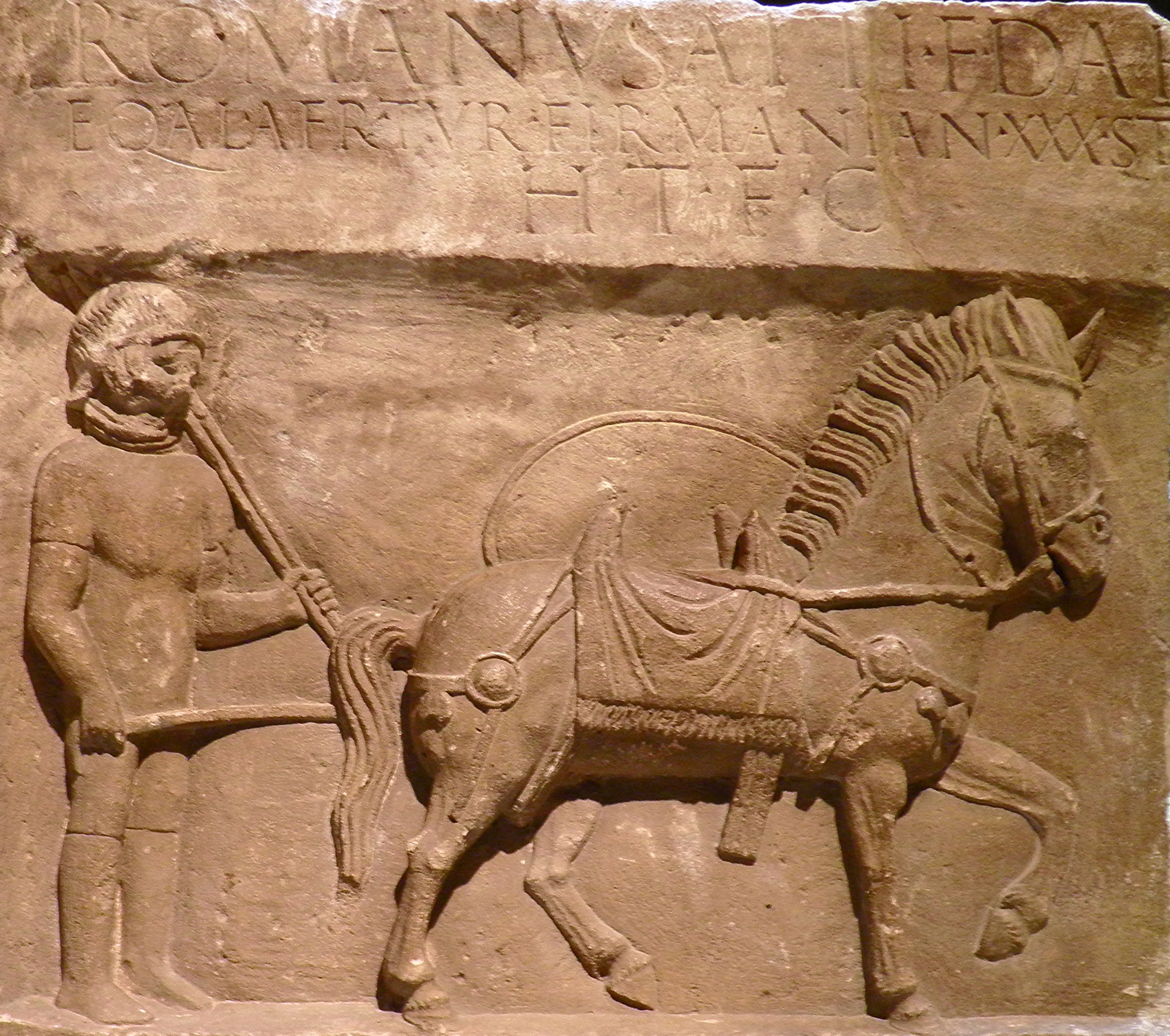
Der Hörnchensattel auf dem Grabstein eines römischen Kavalleristen.
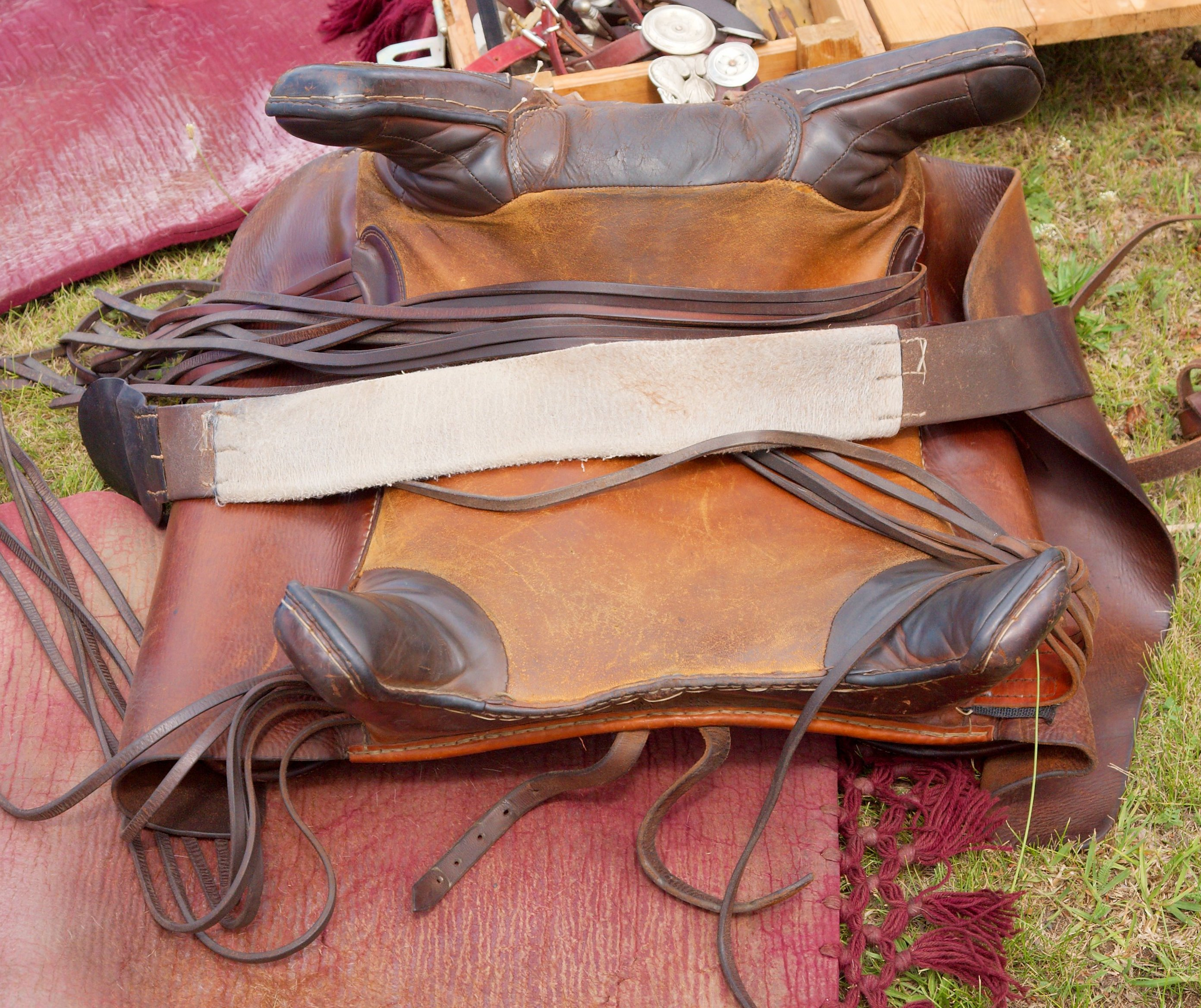
Rekonstruktion eines römischen Hörnersattels
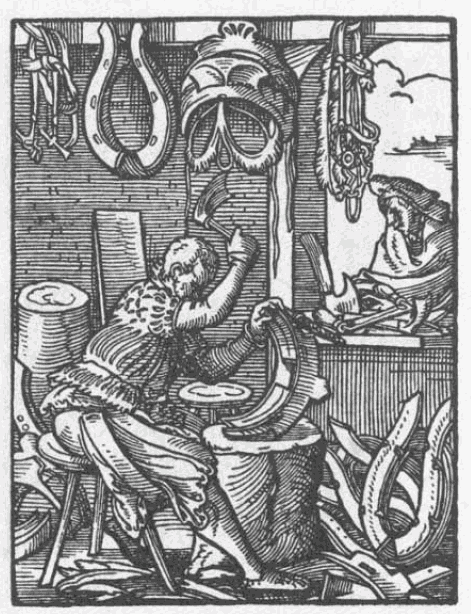
Sattler um 1568
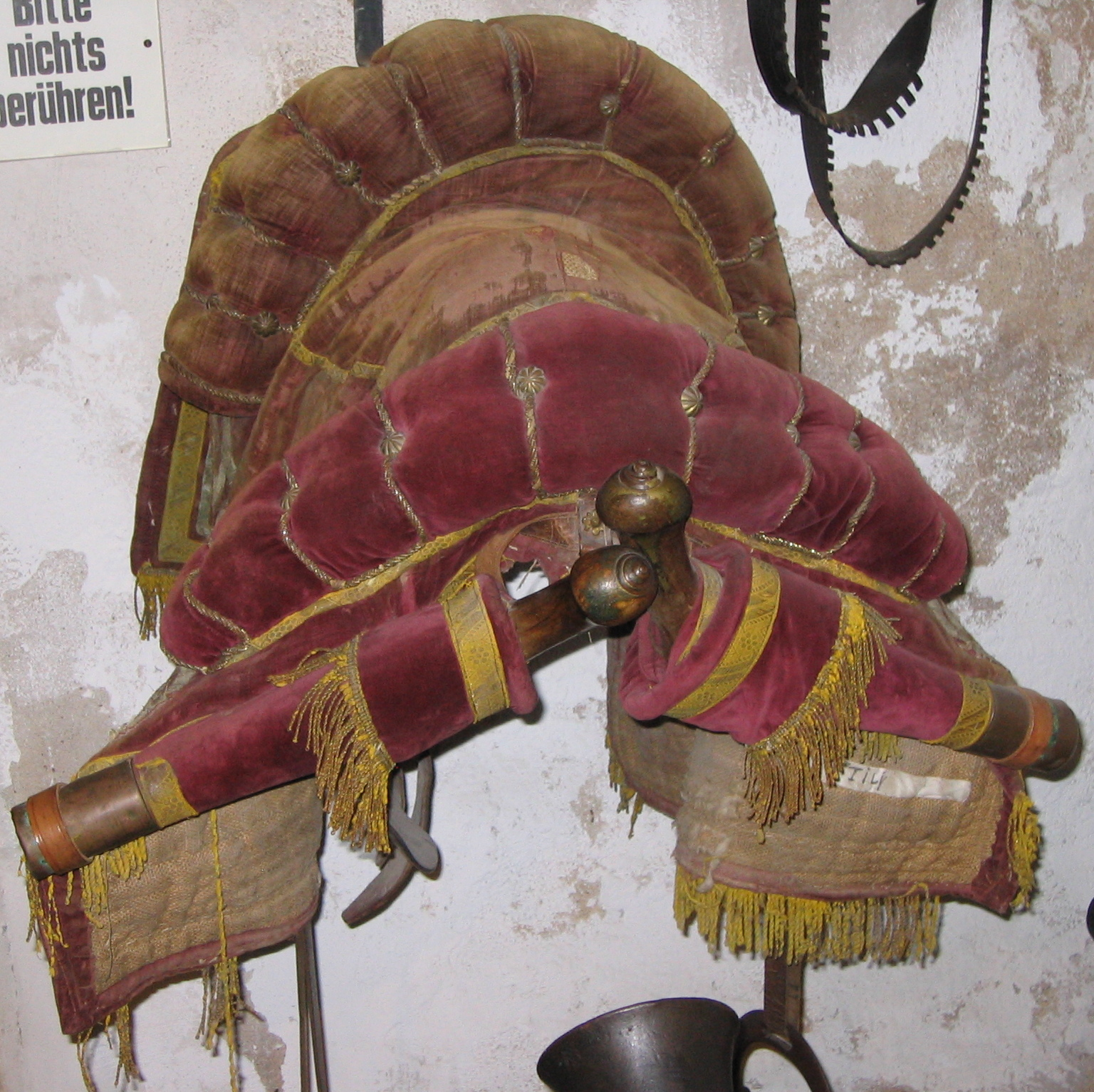
Offizierssattel mit Hulfter aus dem 17. Jahrhundert
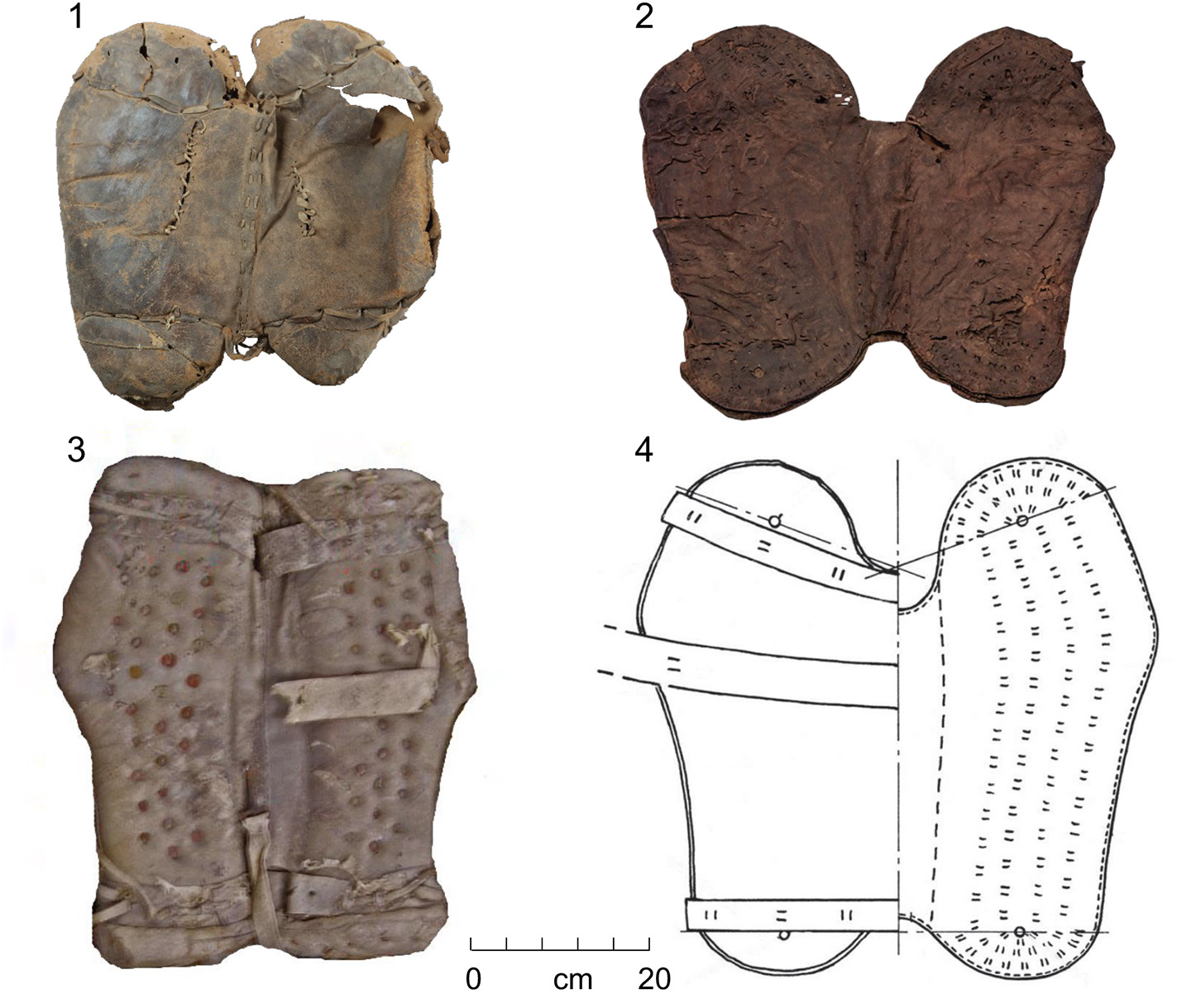
Ledersättel der Subeixi- (1, 3) und der Pasyryk-Kultur (2, 4)

## Allgemeines

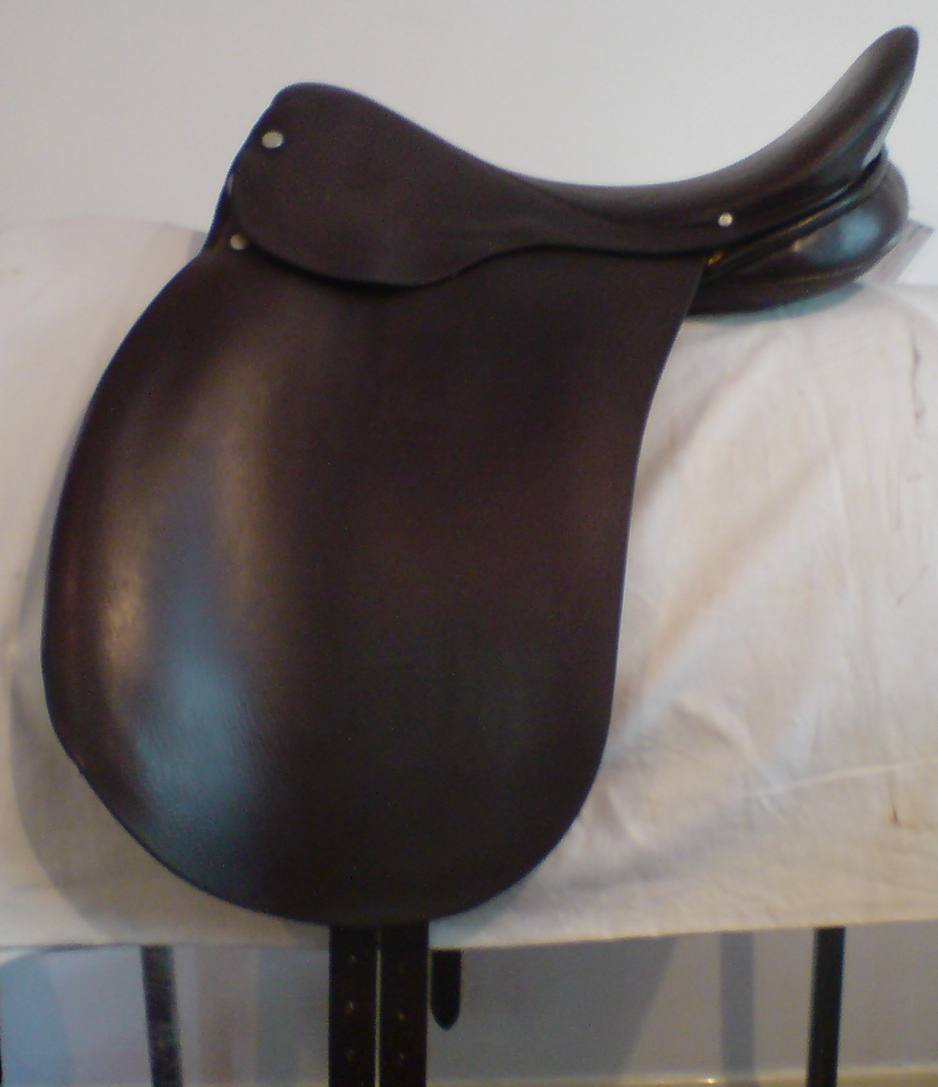
Dressursattel

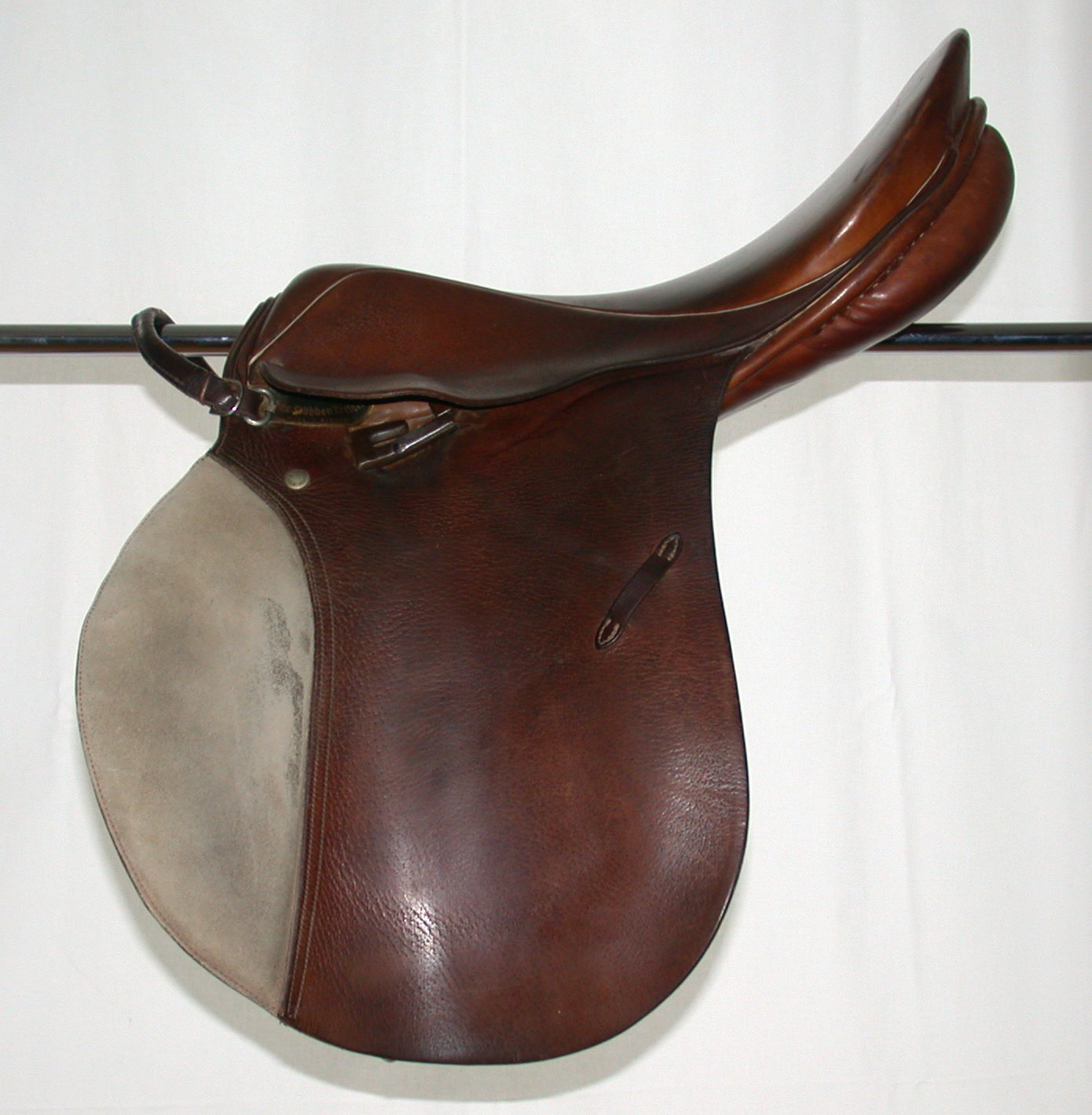
Vielseitigkeitssattel

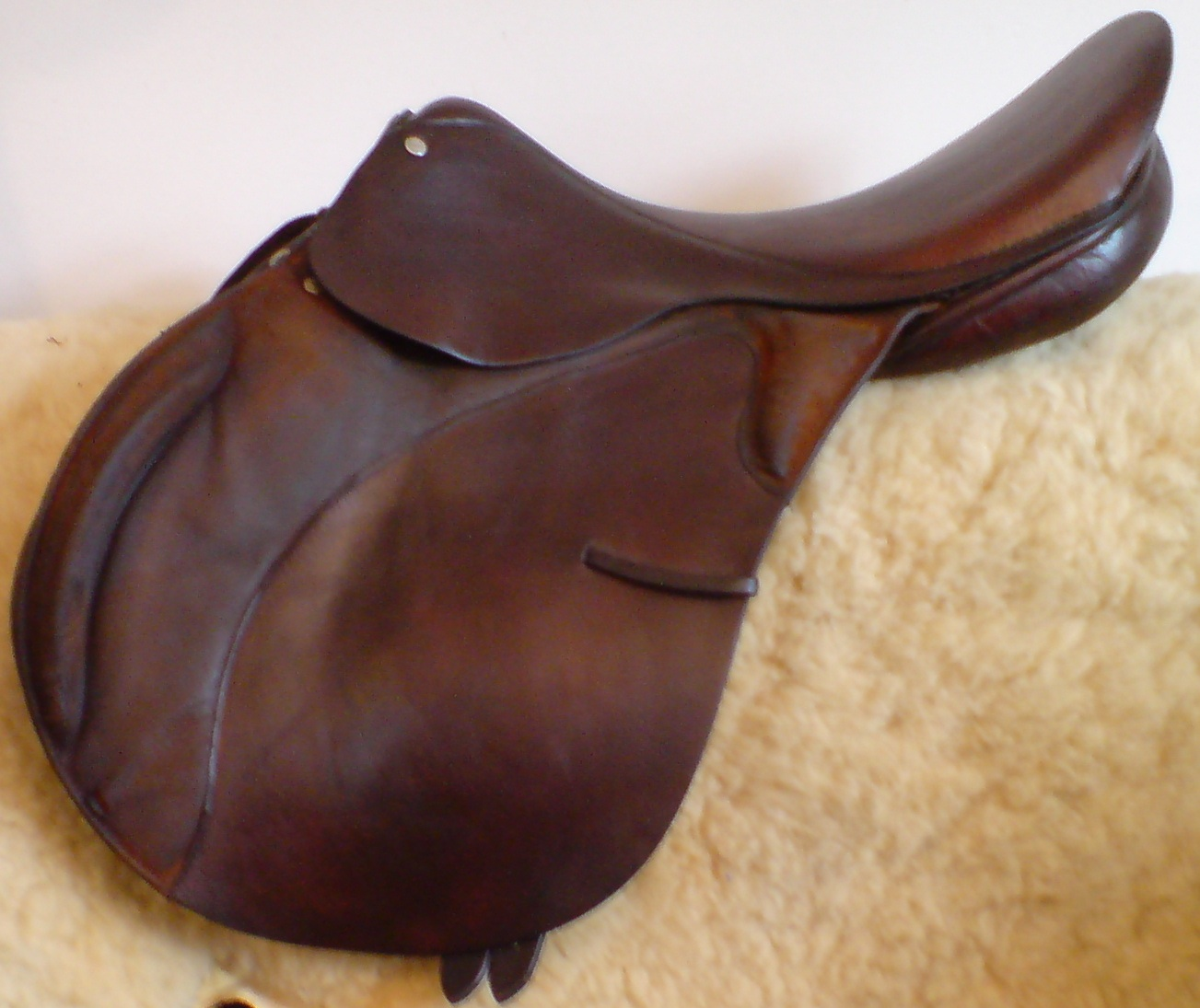
Springsattel

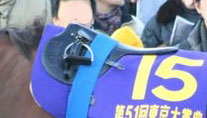
Rennsattel

Die Sattelblätter sind die beiden großen Lederflächen rechts und links am Sattel. Auf ihnen liegt der Steigbügelriemen auf, der oben am Steigbügelhalter befestigt ist. Der Steigbügel hat einen Schlitz, durch den der Riemen hindurchläuft, so dass der Steigbügel am unteren Ende des Steigbügelriemens hängt. Unter den Sattelblättern liegen üblicherweise die Schweißblätter, die jedoch bei manchen Sätteln fehlen. Zwischen diesen beiden Blättern befinden sich teilweise noch wesentlich kleinere Deckblätter, die die Gurtstrippen, an denen der Sattelgurt befestigt wird, verdecken.
Die Pauschen sind eine Polsterung vorne und teilweise auch hinten am Schweißblatt. Sie reichen vom unteren Teil des Blatts bis fast ganz oben. Obwohl die Pauschen unter dem Sattelblatt liegen, sieht man schon von außen ihre Lage, da das Leder des Sattelblatts über den Pauschen sich vom Rest des Blattleders unterscheidet und mit diesem durch eine Naht verbunden ist. In neuerer Zeit werden auch zunehmend Sättel produziert, bei denen die Pauschen oben auf den Sattelblättern angebracht werden. Je nach Sattelart sind die Pauschen unterschiedlich stark ausgeprägt und positioniert.
Der Aufsteigriemen, auch Mariahilfsbändel genannt, ist ein Lederriemen, der am Vorderzwiesel befestigt ist. Dieser dient einerseits als Aufsteighilfe, andererseits als Sicherheitsgriff insbesondere für ungeübte Reiter.

### Dressursattel
Der Dressursattel hat eine vergleichsweise kleine Auflagefläche, und der Reiter sitzt sehr nahe am Pferd. Es gibt tiefe, halbtiefe und normale, auch anatomisch genannte, Sitzflächen. Eine normale, eher flache Sitzfläche bietet mehr Bewegungsfreiheit, um beispielsweise die Hüfte nach Bedarf zu verschieben. Eine sogenannte tiefe Sitzfläche ist nicht näher am Pferd, sondern vorne und hinten höher aufgepolstert, wodurch der gefühlt tiefe, ruhige und sichere Sitz entsteht. Das lange, gerade geschnittene Sattelblatt erlaubt ein langes Bein, das für die differenzierte Hilfengebung in der Dressur wichtig ist. Der abgebildete Sattel hat sogenannte Bananenkissen und eignet sich besonders für Pferde mit geschwungenem Rücken. Für Pferde mit langem, geraden Rücken eignen sich Sättel, bei denen die Polster nach hinten durch Keilkissen verlängert werden, was eine größere Auflagefläche bewirkt.

### Vielseitigkeitssattel
Im Vielseitigkeitssattel sitzt der Reiter nahe am Pferd und kann präzise Gewichts- und Kreuzhilfen geben. Englische Pritschensättel sind nicht als Arbeitssättel konzipiert, die den ganzen Tag auf dem Pferd liegen, sondern als Sportsättel für kurzzeitige Belastungen, die dem Reiter viel Bewegungsfreiheit bieten.
Mit dem Vielseitigkeitssattel kann sowohl Dressur als auch Springen geritten werden. In Reitschulen ist er der häufigste Satteltyp, da er vielseitig einsetzbar ist und sich für Einsteiger eignet. Vielseitigkeitssättel sind besonders gut für Ausritte geeignet, da man darin einerseits gut Halt findet und springen kann und dabei dank des längeren Sattelblattes gut einwirken kann und bequemer sitzt als in einem extremen Springsattel. Es gibt Vielseitigkeitssättel mit Schwerpunkt Dressur (VSD), die sich durch ein längeres, geraderes Sattelblatt und kleinere Pauschen auszeichnen. Vielseitigkeitssättel mit Schwerpunkt Springen (VSS) sind an einem weiter nach vorne geschnittenen, kürzeren Sattelblatt und stärkeren Pauschen erkennbar. Für kleine Springen genügt meist ein guter VSS.
In großen Vielseitigkeitsprüfungen verwendet man für die Dressur einen Dressursattel, im Springen einen Springsattel und bei der Geländeprüfung einen speziellen Springsattel. In kleinen Prüfungen kann auch ein Vielseitigkeitssattel für alle drei Teilprüfungen genügen.

### Springsattel
Speziell für das Springreiten konstruiert, ist der Springsattel etwas länger und der Sitz flacher als der Dressursattel, wodurch weit nach vorn gezogene Sattelblätter mit hohen Pauschen ermöglicht werden, die dem Knie bei der Landung nach dem Sprung einen guten Halt bieten sollen. Er ist außerdem breiter als der Dressursattel und besser gepolstert, da er eher darauf angelegt ist, die freie Bewegung des Pferdes zu unterstützen, als darauf auch kleinste Hilfen zu übertragen. Zu Hufeisen mit Stollen wird häufig ein breiter Stollenschutzgurt verwendet, der den Pferdebauch vor der Berührung mit den Stollen schützt.

### Rennsattel
Rennsättel sind besonders kleine und leichte Sättel, die bei Pferderennen eingesetzt werden. Sie bieten dem Rennpferd möglichst viel Bewegungsfreiheit und ermöglichen so eine hohe Geschwindigkeit. Rennsättel eignen sich nicht zum bequemen Sitzen, stattdessen ermöglichen sie den Rennsitz, bei dem der Schwerpunkt durch Vorbeugen in der Hocke über den im Renngalopp weit vorverlagerten Schwerpunkt des Pferdes kommt. Der Sattel selbst kann ein Gewicht unter 150 Gramm haben und kommt komplett mit Gurt, Steigbügelriemen und Steigbügeln mitunter auf lediglich 250 Gramm.

### Polosattel
Der Sitz eines Polosattels ist häufig aus Rauleder. Traditionelle Sättel haben statt der Sattelgurtschnallen einen langen Lederriemen, der öfters durch einen großen Ring gewickelt wird und so den Bauchgurt spannt. Zusätzlich haben Sättel beim Polosport zur doppelten Absicherung noch einen eigenen Sicherheitsgurt, der über den Sattel verläuft, falls sich während des Spiels der Sattel lockert oder gar löst. An den Sattelblättern sind keine Kniepauschen.

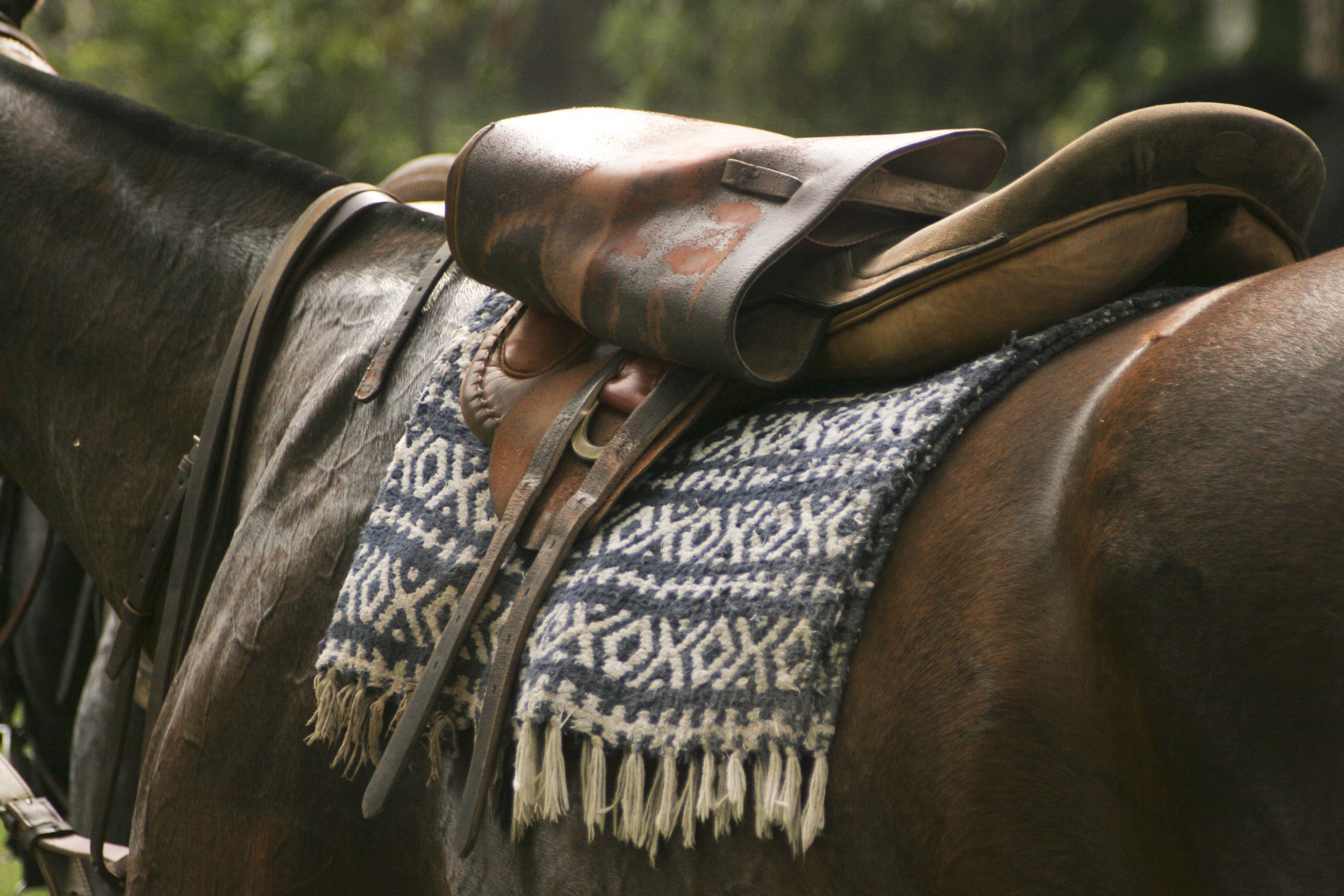
Polosattel mit geöffnetem Sattelblatt
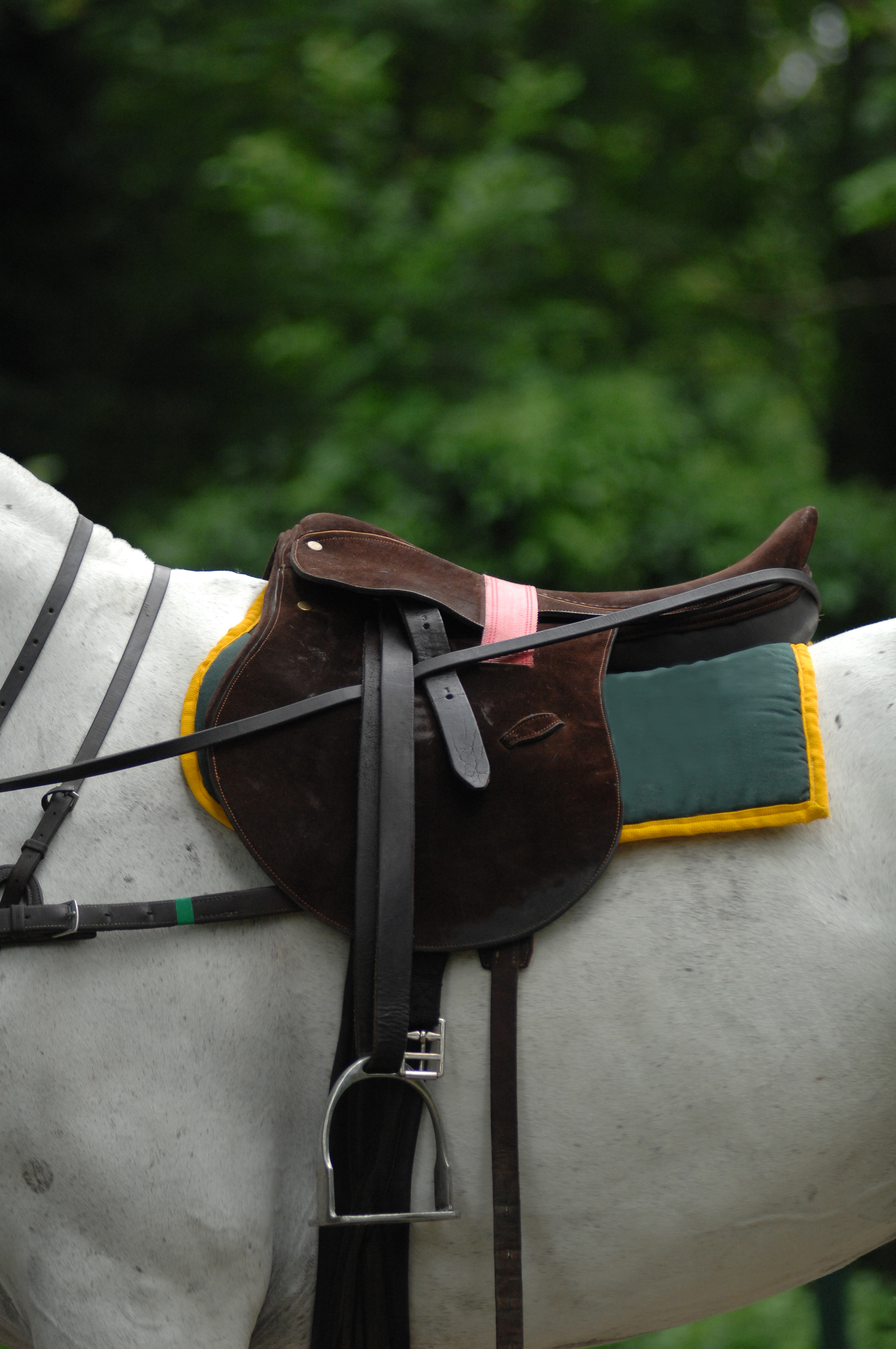
Rauleder-Polosattel
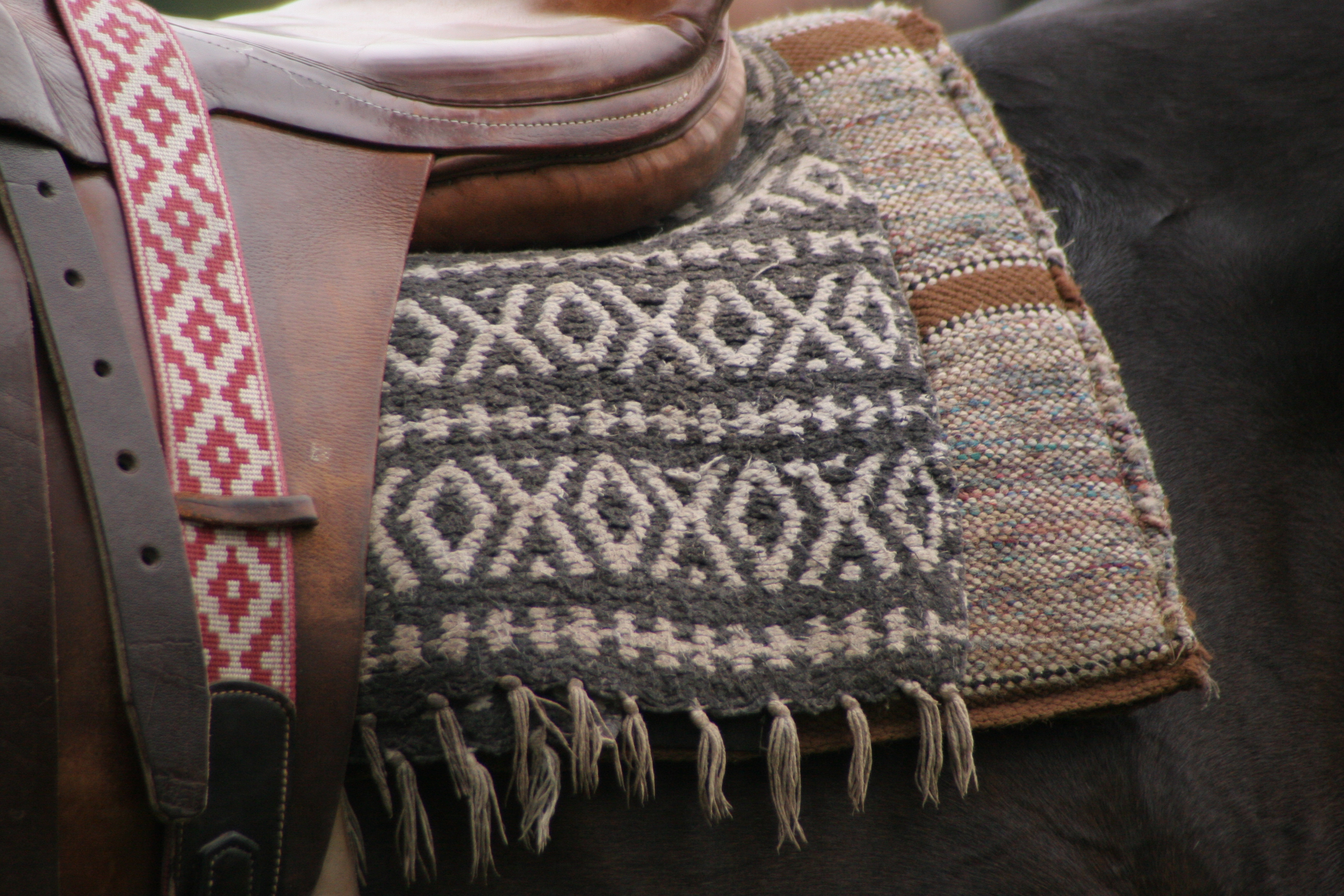
Sattelpads für Polosattel

### Damensattel
Im Damensattel sitzt die Reiterin in Seitsitz, das heißt mit beiden Beinen auf einer Seite – normalerweise links – am Pferd. Der Damensattel ist dem normalen Sattel unterlegen, da hier das rechte Bein zur Hilfengebung fehlt. Der Damensattel ist bei Stürzen gefährlich, da die Reiterin oft nicht vom Sattel los kommt. Infolgedessen wurde er nach dem Ersten Weltkrieg schrittweise verdrängt und in Deutschland 1928 für schwere Springen verboten.

### Militärsattel

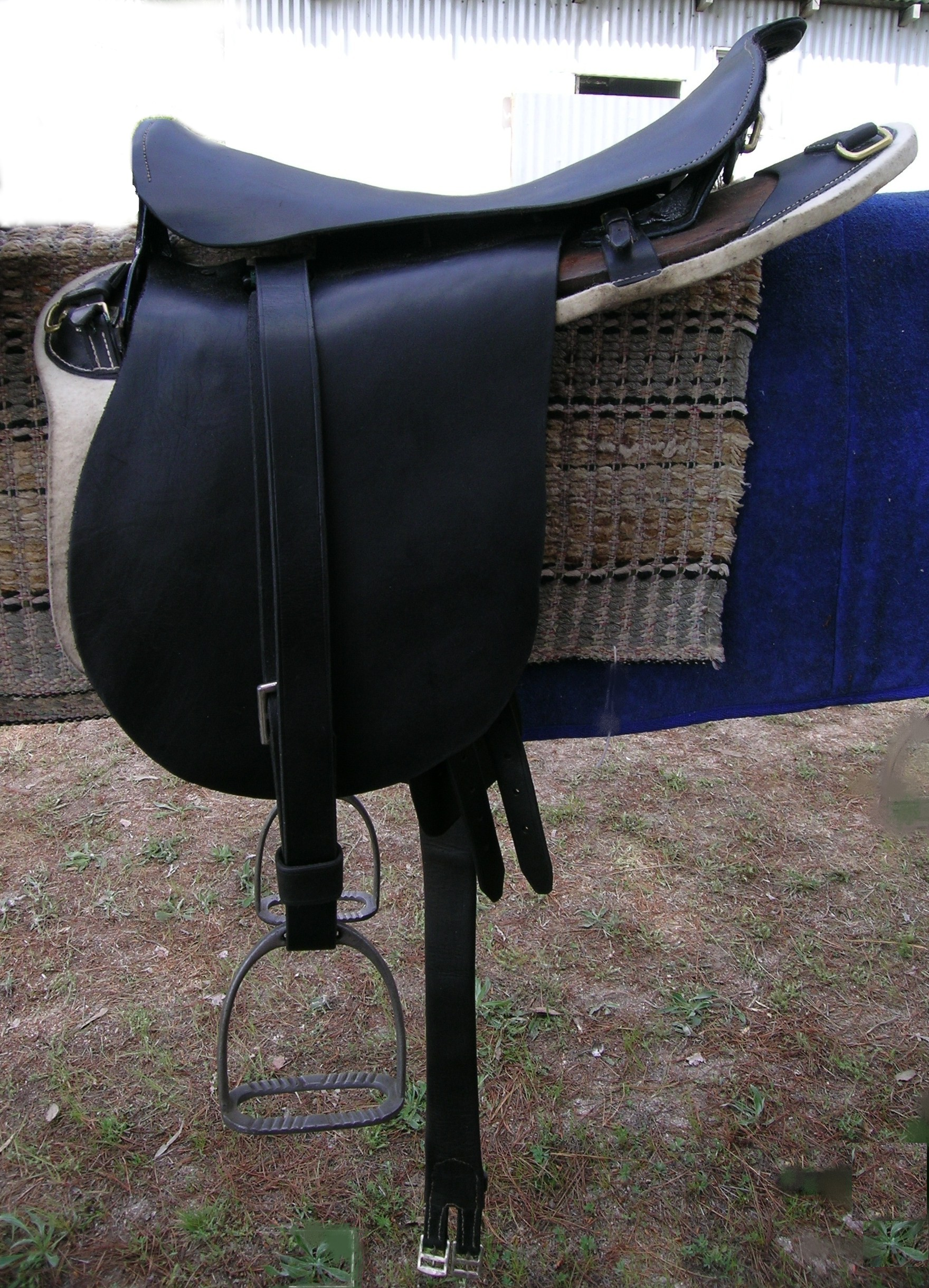
WW1 Militärsattel

Beim Militär wurden Bocksättel verwendet, die sich durch ihre Anpassungsfähigkeit an das Pferd auszeichnen. In Europa waren dabei Pritschensättel üblich, deren Trachten nach hinten verlängert wurden, um mehr Auflagefläche und Möglichkeiten für Gepäckbefestigung zu erreichen. Vertreter sind deutsche (am bekanntesten das Modell „Armeesattel 25“), Schweizer und österreichische Militärsättel. In Amerika wurde der McClellan-Sattel benutzt. Letzterer ermöglicht durch seine Bauweise eine besonders gute Belüftung des Pferderückens und wurde zur Ausgangsbasis für das Design zahlreicher neuerer Modelle für das Wander- und Distanzreiten.

### Schulsattel
Ein Schulsattel ist eine Variante des im Barock verwendeten Bocksattels (der sich heute auch noch als traditioneller spanischer Sattel findet), der speziell zur Ausübung von Lektionen der hohen Schule geeignet ist. Neben hohen Zwieseln, die dem Reiter bei Schulen über der Erde Halt geben sollen, verfügt er im Allgemeinen über eine Sitzfläche aus haltgebendem Rauleder und eine Möglichkeit, die Steigbügel hochzubinden. Vorder- und Hinterzeug sind ebenfalls montierbar.

### Iberischer Sattel

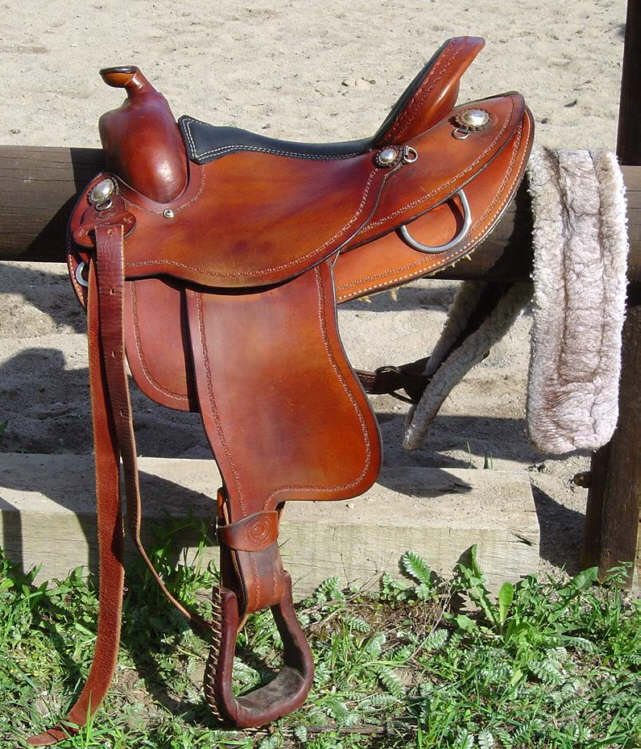
Westernsattel (Round Skirt)

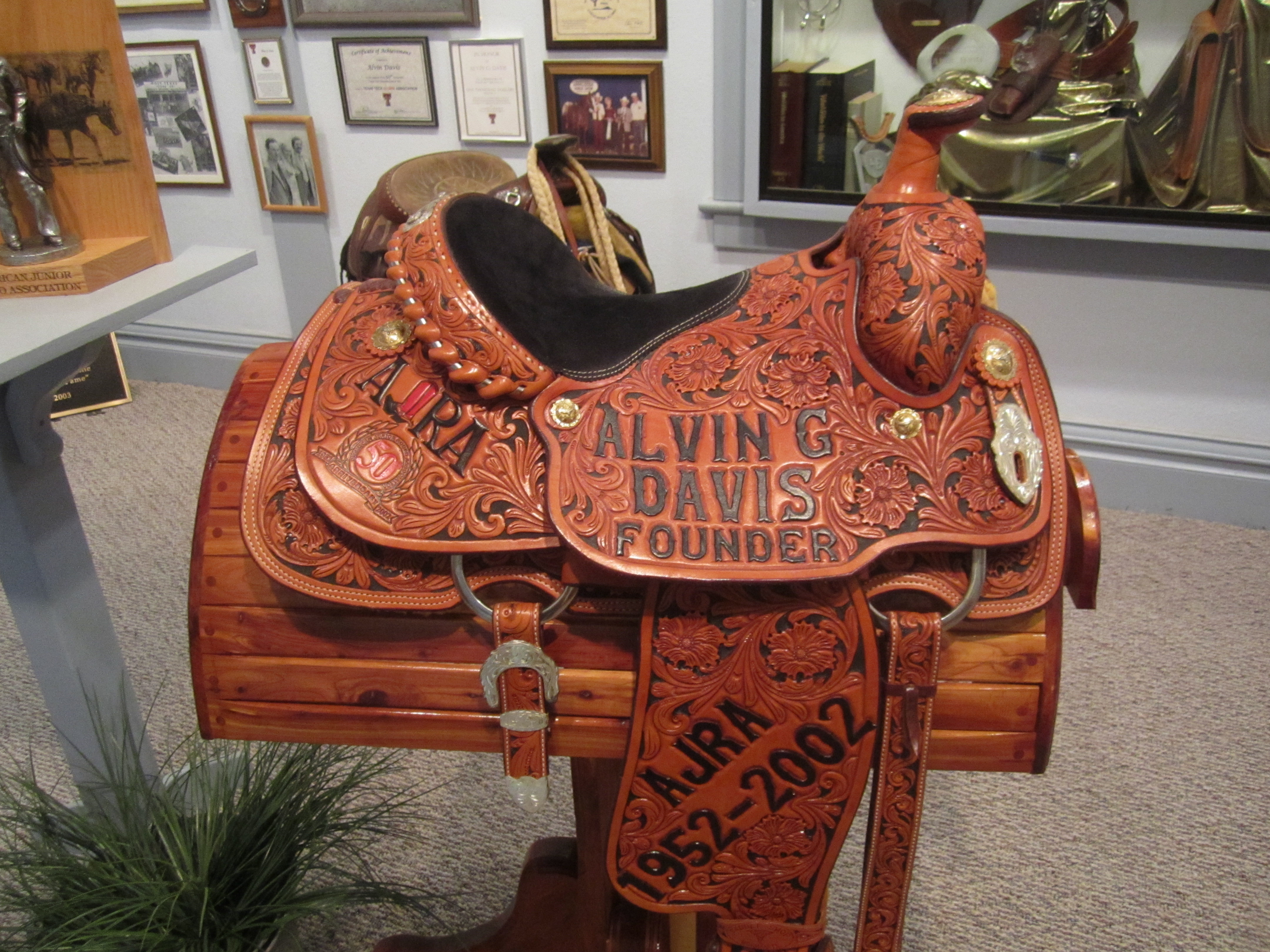
Aufwendig punzierter Westernsattel

Iberische Sättel zeichnen sich durch die hochgezogenen Galerien an Vorder- und Hinterzwiesel aus. Sie werden für die Iberische Reitweise verwendet.

### Westernsattel
Westernsättel werden im Westernreiten und zunehmend auch im Freizeitreiten eingesetzt. Der Westernsattel ist eine Weiterentwicklung der Sättel der Konquistadoren. Er bestand ursprünglich aus einem mit Rohhaut überzogenen Holzbaum und einem Aufbau aus Leder, das häufig zur Verzierung reichlich punziert ist. Neuere, günstige Modelle werden auch mit Kunststoffbäumen und Leder- oder Kunststoffaufbauten gefertigt. Durch seine große Auflagefläche, die das Gewicht gut auf dem Pferderücken verteilt und seine Sitzform für den Reiter ist der Westernsattel gut geeignet für lang andauernde Ritte. Traditionelle Westernsättel sind sehr schwer (> 10 kg), weshalb seit dem späten 20. Jahrhundert durch den Verzicht auf Entbehrliches und den Einsatz von leichten Werkstoffen Sättel mit geringerem Gewicht entwickelt wurden. Bei einigen Sätteln kann je nach Riggingart der Sattelgurt an unterschiedlichen Positionen befestigt werden.
Die Passform auf dem Pferd wird größtenteils bestimmt durch die Höhe und Weite der Kammer (Gullet), die Winkelung sowie die Längswölbung und Verdrehung (Twist) über die Längsachse des Sattelbaumes.
Hauptgrößenangaben sind:
- SQ (Semi Quarter) = schmale Kammer für schmalschulterige, bzw. „steile“ Pferde (z. B. für Araber, Isländer, Vollblüter)
- Q (Quarter) = mittelgroße Kammer (z. B. für Traber, Paint Horse, Appaloosa, Arabermix, junge Quarter)
- FQ (Full Quarter) = breite Kammer für breitschulterige, bzw. rundlichere Pferde (z. B. für Quarter, Paint Horse, Appaloosa, Tinker, Warmblut, Haflinger, Norweger)
- XFQ (Extra-Full Quarter) = extra breite Kammer für die ganz breiten und runden Pferde (z. B. für Kaltblut)

Das Kürzel RS (Round Skirt) steht für abgerundete Sättel für Pferde mit einer sehr kurzen Sattellage.
Je nach Arbeitseinsatz gibt es verschiedene Modelle des Westernsattels:
- Cutter für das Cutting, ein Sport, bei dem Pferd und Reiter ein Kalb von einer Herde ohne weitere Hilfsmittel separieren müssen
- Pleasure für das Pleasure reiten, die Dressur des Westernreitens
- Roper zum Einfangen von Rindern mit einem Lasso. Er zeichnet sich durch ein sehr stabiles mit einem Lederband umwundenes Horn aus, damit ein Kalb mittels Lasso daran gesichert werden kann.
- Show für sportliche Wettkämpfe, meist reichlich mit silbernen Plaketten (Conchos) verziert
- Barrel Racer für das Barrel Race (Wettrennen um Ölfässer) mit tieferem Sitz und konvexen Trachten für schnelle, harte Wendungen.

Das charakteristische Horn vorne am Sattel diente ursprünglich als Festpunkt des Lassos, wenn Rinder vom Pferd aus mit dem Lasso gefangen wurden. Heute gehört das Horn traditionell zum Westernsattel.
Allerdings ist nur noch beim Roper das Horn stabil genug ausgeführt, um der auftretenden Belastung standzuhalten. Damit sich der Sattel auf Zug des Rinds nicht hinten anhebt, wird zusätzlich zum normalen Sattelgurt noch ein Bauchgurt verwendet, der ansonsten locker geschnallt bleibt.
Als Polster zwischen Pferd und Sattel dient beim Westernsattel ein Westernpad.

### Wanderreitsattel
Der Wanderreitsattel findet vor allem bei mehrtägigen Wanderritten Verwendung. Er muss großflächig auf dem Pferd aufliegen, um auch bei langen Aufenthalten im Sattel keinen Druck zu erzeugen und hinreichend Möglichkeit zur Befestigung von Gepäck bieten. Alte Militärsättel werden gerne als Wanderreitsättel verwendet, die modernen Vertreter sind allerdings leichter.

### Distanzsattel
Der Distanzsattel ist für Distanzritte von 100 Kilometer und mehr ausgelegt. Er muss leicht und bequem für Pferd und Reiter sein. Im Distanzsport werden auch gerne australische Stocksättel verwendet.

### Stocksattel

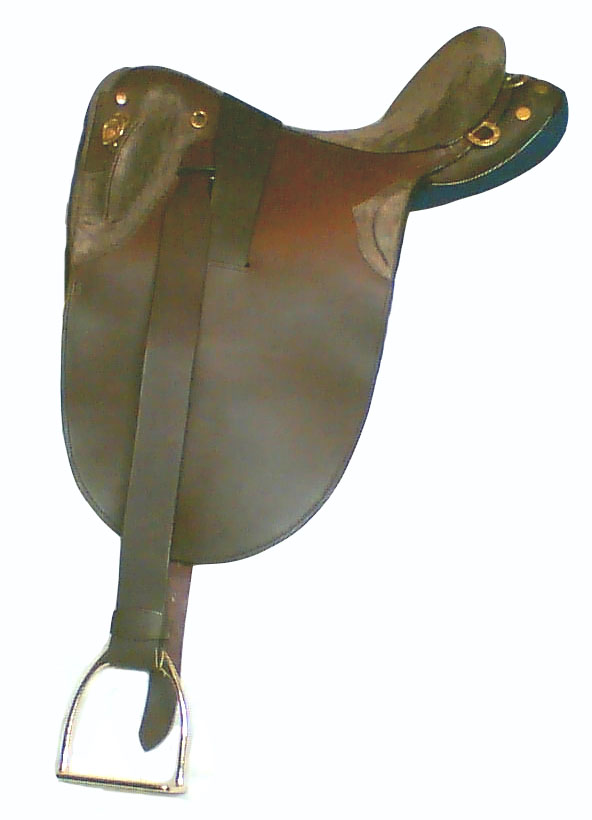
Stocksattel

Der Stocksattel entstand im 18. Jahrhundert in Australien aus dem englischen Sattel. Der Reiter sitzt im australischen Stocksattel tiefer und sicherer als im englischen Sattel, allerdings auf Kosten der Bewegungsfreiheit. Zudem wurden an dem Pritschensattel die Trachten verlängert, da der Stocksattel nicht im Sport, sondern als Arbeitssattel Verwendung findet.

### Töltsattel
Ein Töltsattel ist ein Reitsattel, der vor allem für Gangpferde gedacht ist. Um deren Gangarten (Schritt, Trab, Galopp, Tölt und Pass) voneinander trennen zu können, muss der Reiter das eigene Gewicht anders auf dem Pferderücken verteilen als bei anderen Pferden. Der flache Töltsattel ermöglicht dieses Verhalten. Er hat seinen Schwerpunkt meist weiter hinten als gewöhnliche Sättel, kann aber auch einem Vielseitigkeitssattel ähnlich sehen. Da der Schwerpunkt weiter hinten im Sattel liegt, ist das Tölten für das Pferd erleichtert. Die Sitzfläche ist nicht immer glatt, sondern oft auch gerippt, ebenso die Pauschen.

### Maremmana
Die Maremmana oder Bardella ist der Sattel der Butteri, der Rinderhirten der Toskana. Sie ist ein dicker, baumloser Ledersattel, der mit Tierhaar befüllt ist, und sich – ist sie erst einmal eingeritten – sehr gut sowohl Pferd als auch Reiter anpasst. Die Maremmana eignet sich daher nicht zur Benutzung durch mehrere Personen.

## Zubehör
- Sattelgurte fixieren den Sattel an der Brust. Sattelgurte aus Naturmaterialien, wie echtes Fell, Leder, Wolle sind zu empfehlen, da sie den Schweiß vom Pferd aufnehmen und keinen Hitzestau verursachen.

|                | Vorteile                                                                                       | Nachteile                                                         | Formen                                       | Preissegment      |
| -------------- | ---------------------------------------------------------------------------------------------- | ----------------------------------------------------------------- | -------------------------------------------- | ----------------- |
| Ledergurt      | pflegeleicht, temperaturneutral, kann abhängig von der Qualität weich werden, hohe Lebensdauer | -                                                                 | gerade, anatomisch, mondförmig               | teuer             |
| Echtfellgurt   | weich, temperaturneutral, atmungsaktiv, gut für empfindliche Pferde                            | pflegebedürftig                                                   | gerade, anatomisch, asymmetrisch, mondförmig | teuer             |
| Schnurengurt   | temperaturneutral, hohe Lebensdauer, gut für empfindliche Pferde                               | pflegebedürftig – regelmäßig mit Wollwaschmittel waschen          | gerade und Roperform                         | günstig bis teuer |
| Wollfilz       | nimmt den Schweiß gut auf, temperaturneutral                                                   | Haare haften auf dem Filz und müssen immer wieder entfernt werden | gerade                                       | mittel            |
| Kunstfaserfilz | -                                                                                              | wenig atmungsaktiv, pflegebedürftig                               | gerade                                       | günstig           |
| Neopren        | schnell zu reinigen, hohe Lebensdauer, rutscht nicht                                           | großer Hitzestau, nicht atmungsaktiv, keine Schweißaufnahme       | gerade                                       | günstig           |
| Fleece         | weich, pflegeleicht                                                                            | geringe Atmungsaktivität                                          | gerade                                       | günstig           |

- Der Backcinch ist ein spezieller Bauchgurt (auch Hintergurt) für den Westernsattel, welcher niemals angezogen, sondern nur locker verschnallt wird, so dass die flache Hand darunter gut Platz hat. Pferde müssen schrittweise an den Backcinch gewöhnt werden, bis sie ihn entspannt akzeptieren.
- Steigbügel
- Sattelunterlagen: Schabracken, Satteldecken, Gelpads
- Schweifriemen
- Vorderzeug
- Satteltasche
- Aufsteigriemen
- Holfter, zum Aufnehmen von Schusswaffen[6]